# 대한민국 교육과학기술부
교육과학기술부(敎育科學技術部, Ministry of Education, Science and Technology, 약칭:MEST, 교과부)는 인적 자원 개발 정책의 수립·총괄·조정, 학교 교육·평생 교육 및 학술, 과학 기술 혁신 정책의 수립·총괄·조정·평가, 원자력 및 과학 기술 협력 그 밖의 과학 기술 진흥에 관한 사무를 관장하는 대한민국의 옛 중앙행정기관이다. 2008년 2월 29일 교육인적자원부와 과학기술부를 통합하여 발족하였으며 2013년 3월 23일 교육부와 미래창조과학부로 개편되면서 폐지되었다.

## 설치 근거 및 소관 업무
- 정부조직법 [법률 제8852호, 2008.02.29 전부개정] 제22조 및 제24조[1]
- 교육과학기술부와 그 소속기관 직제 [대통령령 제20740호, 2008.02.29 제정] 제3조[2]

## 연혁
- 2008년 2월 29일 - 교육인적자원부와 과학기술부를 통합하여 교육과학기술부를 신설.
- 2013년 3월 23일 - 교육과학기술부를 폐지하고 교육부를 신설.(소관 업무 일부는 미래창조과학부로 이관)

## 조직
| - 감사관 - 감사총괄담당관 - 과기인재기반과 - 과기인재양성과 - 과기인재정책과 - 과학기술인재관 - 교원정책과 - 교육과정과 - 교육기반통계국 - 교육시설담당관 - 교육정보기획과 - 교육정보화과 - 교육통계과 - 국립대구·광주과학관추진기획단 - 국립대학제도과 - 국제과학비즈니스벨트기획단 - 국제협력관 | - 규제개혁법무담당관 - 글로벌정책담당관 - 글로벌협력담당관 - 기초과학정책과 - 기초연구정책관 - 기초연구지원과 - 기획담당관 - 기획조정실 - 대구경북과학기술원건설추진단 - 대입제도과 - 대학선진화과 - 대학선진화관 - 대학원제도과 - 대학장학과 - 대학지원과 - 대학지원관 - 대학지원실 | - 미래기술과 - 미래인재정책관 - 민원조사담당관 - 비상계획담당관 - 사립대학제도과 - 사학감사팀 - 산학협력과 - 산학협력관 - 연구감사팀 - 연구개발정책실 - 연구환경안전과 - 영어교육정책과 - 예산담당관 - 우주기술과 - 운영지원과 - 원자력기술과 - 원자력우주협력과 | - 원천연구과 - 유아교육과 - 융합기술과 - 이러닝과 - 인사과 - 인재정책실 - 재외동포교육담당관 - 전략기술개발관 - 전문대학과 - 정책기획관 - 정책보좌관 - 지방교육자치과 - 지방교육재정과 - 지역대학과 - 직업교육지원과 - 진로교육인재정책과 - 창의인성교육과 - 창의인재정책관 | - 체육예술교육과 - 취업지원과 - 특별감사팀 - 특수교육과 - 평생직업교육관 - 평생학습정책과 - 학교선진화과 - 학교지원국 - 학교폭력근절과 - 학부모지원과 - 학생건강총괄과 - 학생복지과 - 학생자치과 - 학생지원국 - 학술인문과 - 행정관리담당관 - 홍보기획담당관 - 홍보담당관 |

## 역대 장·차관

### 교육과학기술부 장관
| 정부        | 대수 | 이름           | 임기                              | 출신지                     | 출신학교 | 비고                                                                                        |
| ----------- | ---- | -------------- | --------------------------------- | -------------------------- | -------- | ------------------------------------------------------------------------------------------- |
| 이명박 정부 | 초대 | 김도연(金道然) | 2008년 2월 29일 ~ 2008년 8월 6일  | 서울                       | 서울대   | 서울대 교수&울산대 총장&한국공학한림원 회장&국가과학기술위원회 위원장                       |
| 이명박 정부 | 2대  | 안병만(安秉萬) | 2008년 8월 6일 ~ 2010년 8월 30일  | 충북 괴산                  | 서울대   | 한국외국어대 총장&미래기획위원회 위원장&한국행정학회장&한국대학총장협의회장                 |
| 이명박 정부 | 3대  | 이주호(李周浩) | 2010년 8월 31일 ~ 2013년 3월 11일 | 경북 대구 (현 경북과 분리) | 서울대   | KDI 국제정책대학원 교수&대통령실 교육과학문화수석비서관&교육과학기술부 차관&제17대 국회의원 |

### 교육과학기술부 차관

#### 교육과학기술부 제1차관
| 정부        | 대수 | 이름           | 임기                              | 출신지                     | 출신학교   | 비고 |
| ----------- | ---- | -------------- | --------------------------------- | -------------------------- | ---------- | --- |
| 이명박 정부 | 초대 | 우형식(禹亨植) | 2008년 2월 29일 ~ 2009년 1월 20일 | 충남 청양                  | 서울대     | 금오공과대 총장&교육인적자원부 지방교육지원국장·대학지원국장&한국학술진흥재단 이사&한국공학교육인증원 이사      |
| 이명박 정부 | 2대  | 이주호(李周浩) | 2009년 1월 20일 ~ 2010년 8월 16일 | 경북 대구 (현 경북과 분리) | 서울대     | 한국교육개발원 교수&대통령실 교육문화수석비서관&교육과학기술부 장관&제17대 국회의원&국제과학비즈니스벨트 위원장 |
| 이명박 정부 | 3대  | 설동근(薛東根) | 2010년 8월 16일 ~ 2012년 1월 8일  | 경남 의령                  | 부산교육대 | 동명대 총장&부산광역시교육청 교육감&교육혁신위원회 위원장                                                       |
| 이명박 정부 | 4대  | 이상진(李相鎭) | 2012년 1월 9일 ~ 2012년 5월 7일   | 경북 경주                  | 영남대     | 교육과학기술부 교육복지국장·인재정책실장                                                                        |
| 이명박 정부 | 5대  | 김응권(金應權) | 2012년 5월 8일 ~ 2013년 3월 12일  | 충북 보은                  | 서울대     | 교육부 총리비서실장&교육과학기술부 대학지원실장                                                                 |

#### 교육과학기술부 제2차관
| 정부        | 대수 | 이름           | 임기                              | 출신지                     | 출신학교 | 비고                                                                                         |
| ----------- | ---- | -------------- | --------------------------------- | -------------------------- | -------- | -------------------------------------------------------------------------------------------- |
| 이명박 정부 | 초대 | 박종구(朴鍾九) | 2008년 2월 29일 ~ 2009년 1월 20일 | 전남 광주 (현 전남과 분리) | 성균관대 | 국무조정실 정책차장&과학기술부 혁신본부장                                                    |
| 이명박 정부 | 2대  | 김중현(金重賢) | 2009년 1월 20일 ~ 2010년 8월 16일 | 서울                       | 연세대   | 연세대 교수&사회기반기술위원회 위원장                                                        |
| 이명박 정부 | 3대  | 김창경(金昌經) | 2010년 8월 16일 ~ 2012년 6월 10일 | 서울                       | 서울대   | 한양대 교수&산업기술연구회 이사&대구경북과학기술원 이사                                      |
| 이명박 정부 | 4대  | 조율래(趙律來) | 2012년 6월 11일 ~ 2013년 3월 13일 | 경남 함안                  | 성균관대 | 대통령비서실 선임행정관&교육과학기술부 정책기획관·연구개발정책실장&과학기술자문회의 정책실장 |